# Estação Los Jardines (Metrô de Lima)
A Estação Los Jardines é uma das estações do Metrô de Lima, situada em Lima, entre a Estação Pirámide del Sol e a Estação Los Postes. Administrada pela GyM y Ferrovías S.A., faz parte da Linha 1.
Foi inaugurada em 12 de maio de 2014. Localiza-se no cruzamento da Avenida Próceres de la Independencia com a Avenida Los Jardines. Atende o distrito de San Juan de Lurigancho.